# Eizo
Eizo Corporation (Ook wel afgekort tot Eizo) is een fabrikant van computer lcd-monitoren.

## Geschiedenis van Eizo
Eizo Corporation, dat zijn oorsprong in Japan heeft werd onder de naam Hakui Electronic Corporation in maart 1968 op de markt geïntroduceerd. Het bedrijf werd, zoals de naam wellicht doet vermoeden, opgericht in Hakui, Ishikawa (Japan), en richtte zich volledig op het produceren van televisieapparatuur.
In maart 1978 heeft Hakui Electronic Corporation haar naam veranderd in Nanao Corporation om zo verder te kunnen uitbreiden op de Japanse en internationale markt. In 1976 is Nanao Corporation begonnen met het produceren van industriële schermen. Deze kenmerkte zich door de robuuste kwaliteit en de mogelijkheid om in extremere situaties goed te kunnen functioneren.
In 1981 is Eizo begonnen met het maken van pc monitoren. Eizo werd vaker bekroond door haar hoge kwaliteit en was daarom in de tachtiger jaren een succesvolle producent van CRT computer monitoren.

## De naam Eizo
Eizo werd in 2012 als merk naar Europa gebracht. Nanao Corporation heeft dit gedaan om een betere naamsbekendheid te krijgen in Europa en Amerika. Nanao Corp heeft voor de introductie in Europa en Amerika de onderneming Hitec Associates Ltd opgericht als dochteronderneming ter ondersteuning van de nieuwe merknaam. Hitec Associates Ltd was ook verantwoordelijk voor het ondersteunen van de verkoop van Eizoproducten in de VS.
In januari 1990 werd Hitec Associates LTD officieel Eizo Corporation. In 1999 werden de beide namen (Nanao Corporation & Eizo Corporation) gefuseerd tot Eizo Nanao Corporation

## De producten
Eizo richt zich voornamelijk op de professionele markt. Het maakt daarom ook dat de monitoren niet in dezelfde prijscategorie ligt als alternatieve lcd monitor producenten. De monitoren van Eizo kenmerken zich door de lange levenstermijn die de monitoren hebben. Ook valt het op dat de monitoren van Eizo een veel hoger kleurenbereik hebben dan alternatieve merken.

### Medische sector
In oktober 2007 heeft Eizo het voormalige Siemens Medical monitors overgenomen. Siemens Medical Monitors is vanaf toen onder de naam Eizo Medical Monitors verdergegaan. medische monitoren van Eizo worden steeds vaker gebruik in de medische sector vanwege hun hoge contrastratio en lichtopbrengst. Hierdoor worden de monitoren onder andere gebruikt voor het bestuderen van röntgenfoto's, en andere medische documenten.

### Grafische sector
Naast de medische sector is Eizo ook actief in de grafische sector. Vooral vanwege de hoge kleurenopbrengst van de monitoren is de monitor geliefd onder vele ontwerpers en designers. De monitoren van Eizo kunnen door heen veelvuldigheid op diverse manieren gebruikt worden.
Zo zijn het overgrote deel van de monitoren in staat om in portrait- als in landscape-mode te functioneren, en kunnen ze door middel van hun veelvuldige aansluitmogelijkheden meerdere bronnen (tegelijk) weergeven.

### Touchpanelmonitoren
De touchpanels van Eizo worden veelal gebruikt in industriële en publieke omgevingen. De monitoren zijn gebouwd voor intensief gebruik, en kunnen daardoor beter tegen slijtage door gebruik of omgevingssituaties (hoge temperaturen, stof, hogere drukatmosferen).
Naast de monitoren maakt Eizo ook op Microsoft Windows gebaseerde terminals. Deze kunnen zoals de touchpanels ook gebruikt worden in industriële en publieke ruimten.